# Stefan Warschawski
Stefan Emanuel Warschawski (geboren 8. April 1904 in Lida, Gouvernement Wilna. Russisches Kaiserreich; gestorben 5. Mai 1989 in San Diego) war ein US-amerikanischer Mathematiker.

## Leben
Stefan Warschawski war ein Sohn des Arztes Solomon Warschawski und der Olga Lowenstein. Die Familie war deutschsprachig und wohnte ab 1915 in Königsberg, wo Stefan Warschawski zur Schule ging. Er studierte ab 1924 an der Universität Königsberg (bei Konrad Knopp und Werner Rogosinski), in Göttingen (1926/27) und Basel (wohin er Alexander Ostrowski folgte) Mathematik. 1932 wurde er in Basel bei Alexander Ostrowski summa cum laude promoviert (Über das Randwertverhalten der Ableitung der Abbildungsfunktion bei konformer Abbildung). 1930 bis 1933 war er Assistent am Mathematischen Institut in Göttingen, ein Posten, den er 1933 mit der Machtergreifung der Nationalsozialisten verlor, da er Jude war. Er emigrierte zunächst in die Niederlande (Universität Utrecht) und dann in die USA, war an der Columbia University in New York und 1939 zunächst Assistant Professor und dann Associate Professor an der Washington University in St. Louis. Während des Zweiten Weltkriegs wurde er Professor an der Brown University und später an der University of Minnesota, wo er 1952 Vorstand der Mathematikfakultät wurde, und 1963 an der University of California, San Diego, wo er bis 1967 den Lehrstuhl für Mathematik hatte, den er aus Gesundheitsgründen niederlegte. 1971 wurde er emeritiert, blieb aber wissenschaftlich aktiv.
Er befasste sich mit Theorie der konformen Abbildung, auch unter numerischen Aspekten. Der Satz von Kiyoshi Noshiro und Warschawski besagt, dass eine auf der offenen Einheitskreisscheibe analytische Funktion mit positivem Realteil der ersten Ableitung eineindeutig (also schlicht) ist. 1980 löste er das Visser-Ostrowski-Problem des Randverhaltens der Ableitung einer konformen Abbildung.
An der University of California at San Diego wurde eine Professur und ein Stipendium nach ihm benannt. Seine 2009 verstorbene Ehefrau Ilse Kayser, die er 1947 heiratete, vermachte 1 Million Dollar an die Universität.